# متیو لاوتن
متیو لاوتن (انگلیسی: Matthew Lowton؛ زادهٔ ۹ ژوئن ۱۹۸۹) ورزشکار اهل بریتانیا است.
از باشگاه‌هایی که در آن بازی کرده‌است می‌توان به استون ویلا، باشگاه فوتبال شفیلد، شفیلد یونایتد، باشگاه فوتبال فرنتس‌واروش، و برنلی اشاره کرد.